# Namık Kemal

Namık Kemal (ur. 2 grudnia 1840 w Tekirdağu, zm. 2 grudnia 1888 w Sakız (obecnie Chios)) – turecki pisarz, poeta, publicysta, działacz polityczny i społeczny okresu tanzimatu.
Pochodził z rodziny arystokratycznej. Odebrał prywatną edukację, uczył się perskiego, arabskiego i francuskiego, 1857–1858 pracował jako tłumacz dla osmańskiego rządu. Był członkiem parlamentu, wydawcą prasy (m.in. gazety Tasvir-i Efkâr – Opis idei), członkiem komisji przygotowującej turecką konstytucję i rzecznikiem rozwoju systemu oświaty i kształcenia kobiet, propagował dwie główne idee: vatan (ojczyzna) i hürriyet (wolność). Będąc liberalnym myślicielem, nie odrzucał jednak islamu w swoim planie reform. Wierzył, że islam da się pogodzić z gruntowną modernizacją Turcji w kierunku systemu konstytucyjnego zbliżonego do angielskiego. Kilkakrotnie został skazany na zesłanie. Był twórcą nowożytnej tureckiej literatury, bliskim romantykom. Napisał dramaty patriotyczno-społeczne, m.in. Vatan yahut Silistre (Ojczyzna albo Silistria, 1873), Cezmî, (1820), powieść İntibah yahut Ali Beyin sergüzeşiti (Przebudzenie albo doświadczenie Alego Beja, 1874), opublikował także zbiory szkiców historycznych, wierszy i artykułów publicystycznych.